# Międzynarodowa karta bezpieczeństwa chemicznego
Międzynarodowa karta bezpieczeństwa chemicznego (ang. International Chemical Safety Card, ICSC) – dokument będący krótkim podsumowaniem danych dotyczących bezpiecznego użycia substancji chemicznej oraz zagrożeń i ryzyka stwarzanych przez tę substancję. Karty przygotowywane są w ramach Międzynarodowego Programu Bezpieczeństwa Chemicznego we współpracy z Komisją Europejską i innymi instytucjami.
Karty publikowane są w języku angielskim w oparciu o szablon zawierający kilkaset standardowych zwrotów, ułatwiających tłumaczenie na inne języki, z których wybierane są odpowiednie dla danej substancji. W chwili obecnej karty tłumaczone są na 16 języków (chiński, fiński, francuski, hindi, hiszpański, japoński, koreański, niderlandzki, niemiecki, polski, rosyjski, suahili, tajski, urdu, węgierski, włoski). Tłumaczeniem na język polski zajmuje się Instytut Medycyny Pracy im. prof. Jerzego Nofera w Łodzi. W listopadzie 2017 roku w języku angielskim dostępnych było ponad 1700 kart.